# Donati (Familie)

Familienwappen

Die Donati waren eine Patrizierfamilie in Florenz, die vor allem im 13. Jahrhundert große politische Bedeutung für den Florentiner Stadtstaat innehatte. Durch Dante Alighieri wurde die mit ihm verschwägerte Familie literarisch.

## Geschichte
Die Familie gehörte zum Florentiner Altadel und begründete ihren relativen Reichtum auf Landbesitz im Mugello, wo auch ihr größter Feind, die im 13. Jahrhundert als Bankiers bedeutend gewordene Familie Cerchi, ihre Latifundien hatte. Als Stammvater des Geschlechts gilt ein Fiorenzo, der ab dem 11. Jahrhundert in Florenz residierte; Donato del Pazzo ist als Namensgeber der Familie im Jahr 1165 belegt, sein Sohn Vinciguerra war als Console dei Militi ein Kommandant der städtischen Miliz. Stiftungen aus dem 11. Jahrhundert wie das Hospital San Paolo di Pinti sowie bedeutende Grablegen in den Patronatskirchen der Familie zeugen von der frühen Bedeutung des Geschlechts. 
Die Familie residierte in Florentiner Stadtsechstel Por San Pietro, wo sich im dreizehnten Jahrhundert auch die reicheren, aber als niedrigerer Herkunft geltenden Cerchi ansiedelten. Die Feindschaft der beiden Familien spaltete das Florentiner Patriziat in die Parteien der ‚Schwarzen‘ (Anhänger der Donati) und ‚Weißen‘ (Parteigänger der Cerchi), eine Feindschaft, die in blutigen Fehden ausgetragen wurde und beispielhaft für den Geschlechterkampf in toskanischen Stadtstaaten des Spätmittelalters wurde. 

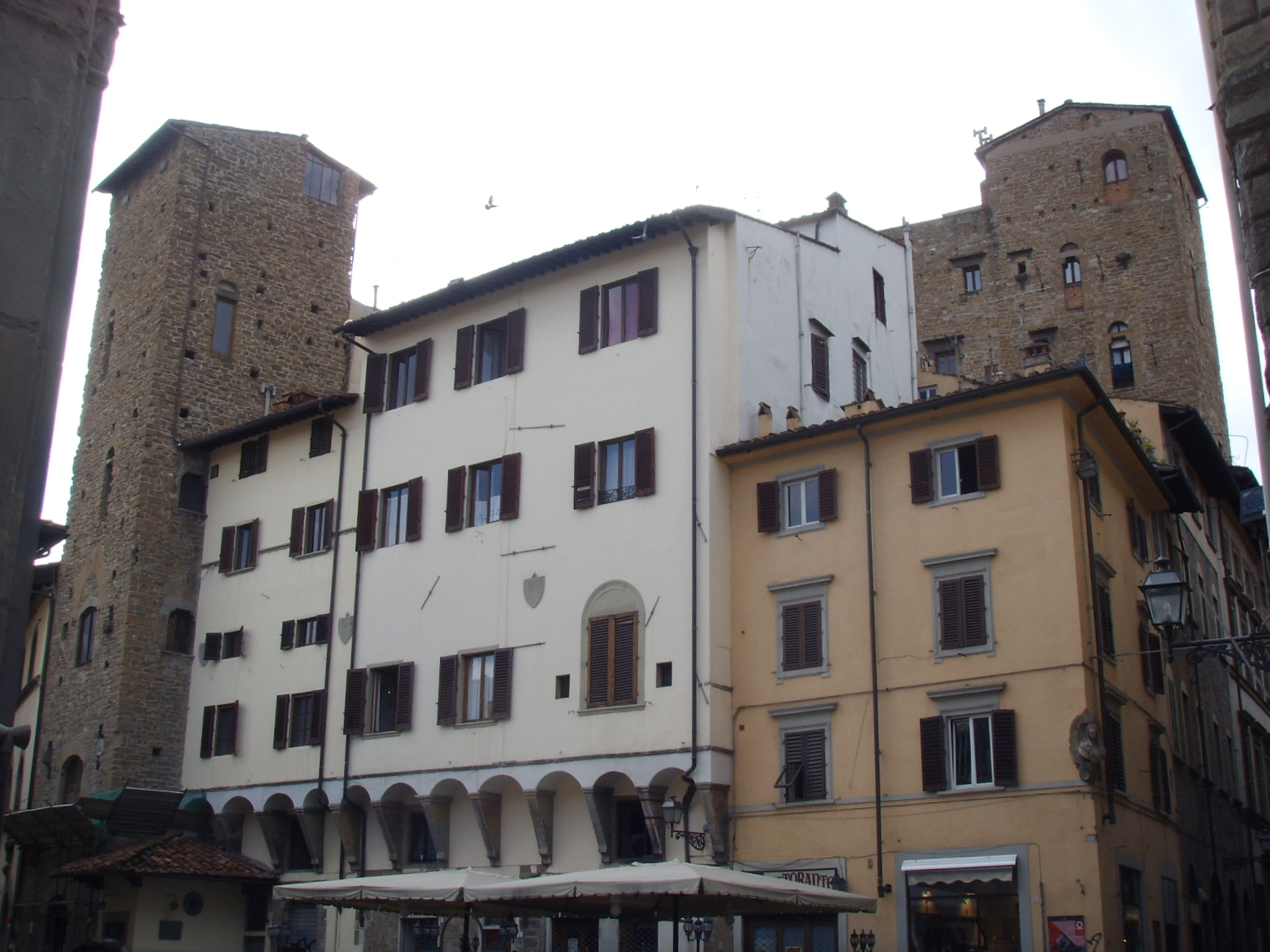
Die zwei Geschlechtertürme am Corso Donati
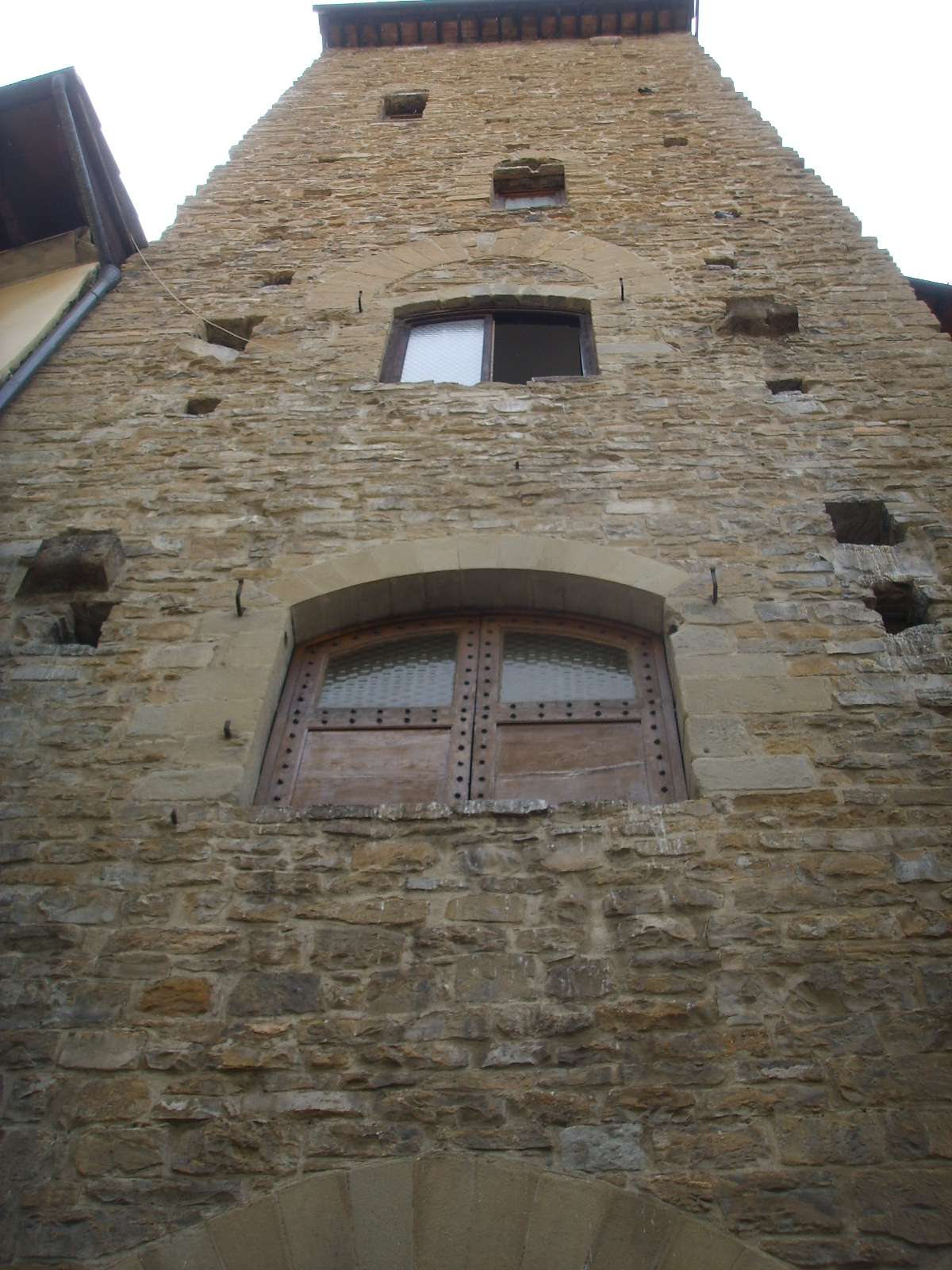
Blick auf den Hocheingang
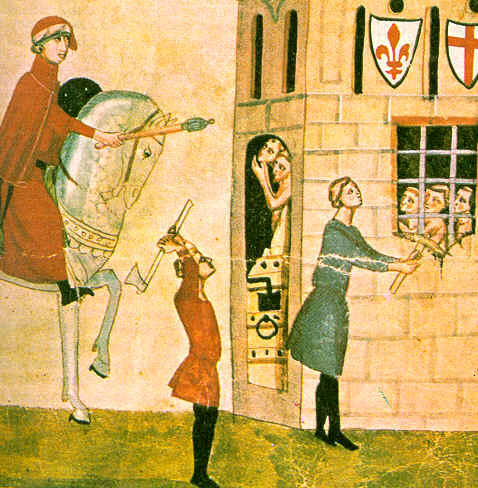
Messer Corso de'Donati lässt politische Gefangene befreien (14. Jh.)
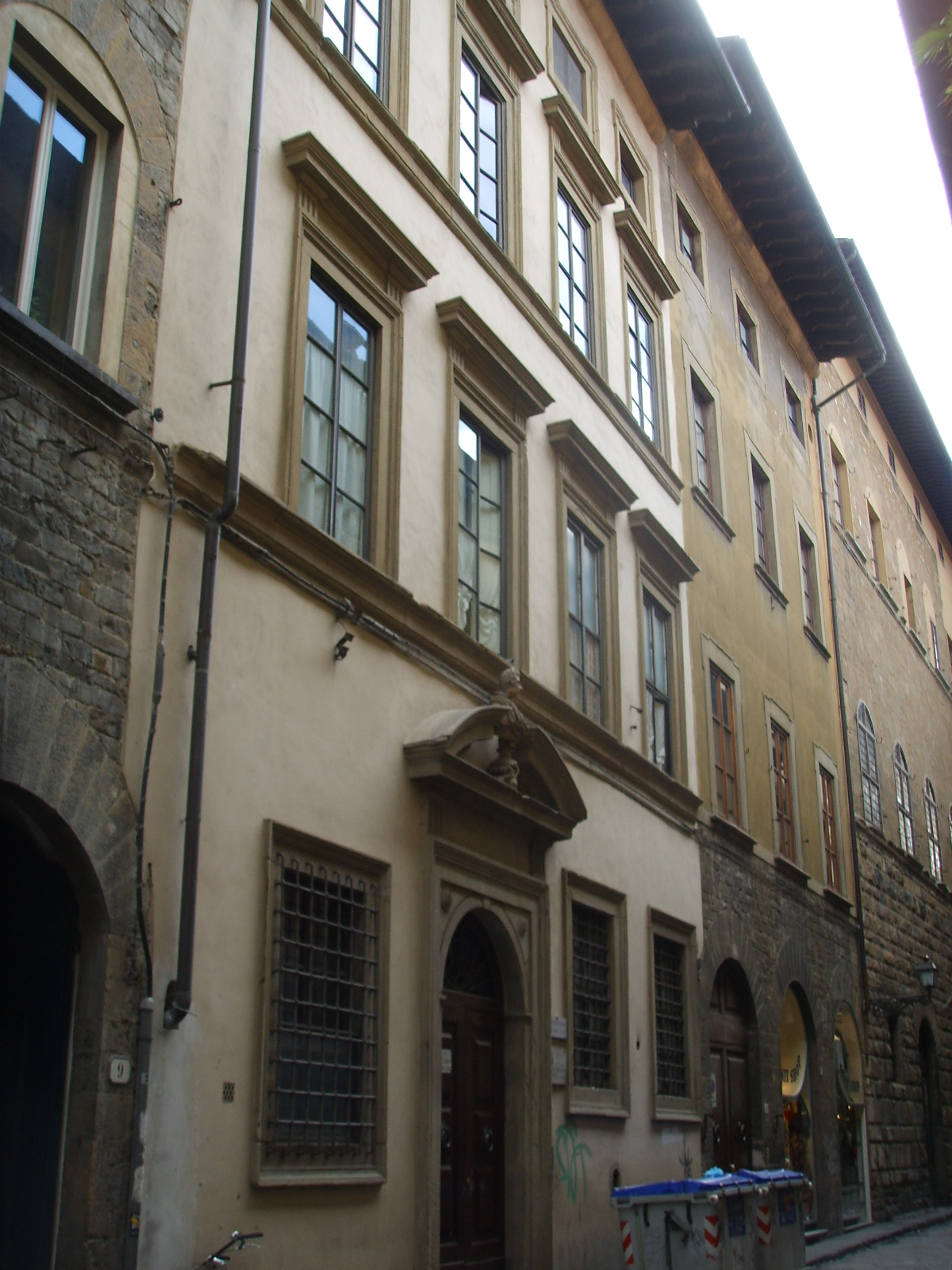
Palazzo Donati

Als Anhänger der Guelfen musste die Familie nach dem Sieg des ghibellinischen Siena über Florenz 1260–1267 ins Exil gehen. Nach ihrer Rückkehr war ihre Bedeutung als Anhänger der Napoletaner Anjou angesichts der Vorherrschaft papstorientierter Kräfte geringer, dennoch stellten die Familie weiterhin kommunale Würdenträger und besetzte auch Condottiere- und Podestà-Posten in verschiedenen italienischen Gemeinden. Corso Donati († 1308), genannt Il Grande Barone, war als Familienoberhaupt und gewalttätiger Mehrer seines eigenen wie der Familie Einfluss der berühmteste Vertreter des Geschlechts. Nach seiner Ermordung 1308 sank der Einfluss seiner Nachkommen, seine Söhne dienten Florenz noch als Offiziere, mit dem Tod Giovanni di Piero Donatis 1616 erlosch die Hauptlinie des Geschlechts. Dennoch ist Donati heute noch ein häufig vorkommender Familienname vor allem in Florenz.
Dante Alighieri wurde in einem der Häuser im Besitz der Donatis im Jahr 1265 geboren. Zwischen 1283 und 1285 heiratete er mit Gemma Donati eine Cousine Corso Donatis. Als Anhänger der Partei der ‚Weißen‘ zwangen die Donatis nach deren Sieg 1301 den Dichter ins lebenslange Exil. In seinem Purgatorio lässt Dante den jüngeren Bruder Corsos, Forese Donati († 1296) über die Üppigkeit der Florentiner Frauen dichten; dessen Schwester, der Nonne Piccarda, die von Corso zur Heirat und damit zum Bruch ihres Nonnengelübdes gezwungen wurde, begegnet der Dichter im Dritten Gesang des Paradiso. Zahlreiche weitere Familienmitglieder werden in Dantes Göttlicher Komödie erwähnt.
Eine Anekdote, auf die Dante im Inferno anspielt, wurde zur Vorlage von Puccinis Operneinakter Gianni Schicchi: Die arroganten und dünkelhaften Verwandten des eben verstorbenen Buoso Donati il Vecchio lassen darin von der Titelfigur, einem hinzugezogenen Mann niederer Herkunft, durch Imitation des ‚noch lebenden‘ Buoso ein gefälschtes Testament zu ihren Gunsten abfassen, wobei sich Schicchi die besten Erbstücke selbst vermacht.